# Omega-hidroksipalmitat O-feruloil transferaza
Omega-hidroksipalmitat O-feruloil transferaza (EC 2.3.1.188, hidroksicinamoil-KoA omega-hidroksipalmitinska kiselina O-hidroksicinamoiltransferaza, HHT) je enzim sa sistematskim imenom feruloil-KoA:16-hidroksipalmitat feruloiltransferaza. Ovaj enzim katalizuje sledeću hemijsku reakciju
feruloil-KoA + 16-hidroksipalmitat {\displaystyle \rightleftharpoons } KoA + 16-feruloiloksipalmitat
p-kumaroil-KoA i sinapoil-KoA takođe mogu da budu supstrati.

## Literatura
- Nicholas C. Price; Lewis Stevens (1999). Fundamentals of Enzymology: The Cell and Molecular Biology of Catalytic Proteins (Third изд.). USA: Oxford University Press. ISBN 019850229X.
- Eric J. Toone (2006). Advances in Enzymology and Related Areas of Molecular Biology, Protein Evolution (Volume 75 изд.). Wiley-Interscience. ISBN 0471205036.
- Branden C; Tooze J. Introduction to Protein Structure. New York, NY: Garland Publishing. ISBN 0-8153-2305-0.
- Irwin H. Segel. Enzyme Kinetics: Behavior and Analysis of Rapid Equilibrium and Steady-State Enzyme Systems (Book 44 изд.). Wiley Classics Library. ISBN 0471303097.

## Spoljašnje veze
- Omega-hydroxypalmitate+O-feruloyl+transferase на 